# FA Women's Cup
A FA Women's Cup ou The Football Association Women’s Challenge Cup Competition é um torneio de futebol feminino de clubes realizado na Inglaterra. Por vezes também é chamada de Copa da Inglaterra Feminina.

## Títulos por Clube
- Arsenal 11
- Southampton F.C. 8
- Doncaster Belles 6
- Chelsea 4
- Everton 2
- Millwall 2
- Croydon 2
- Fulham 2